# Волынск
Волы́нск (каз. Волынск) — упразднённое село в Тайыншинском районе Северо-Казахстанской области Казахстана. Входило в состав Краснополянского сельского округа. Ликвидировано в 2008 г.

## Население
По данным переписи 1999 года, в селе проживало 115 человек (56 мужчин и 59 женщин).

## История
Село основано в 1936 году для спецпоселенцев из лиц немецкой и польской национальностей, высланных с Волыни.